# Польський похід Ярослава Мудрого
Похід Ярослава Мудрого на Польщу — військовий похід, здійснений у 1030–1031 роках київським князем Ярославом Володимировичем спільно з братом Мстиславом. В результаті походу Русі було повернуто Червенські міста, захоплені польським королем Болеславом I після його походу на Київ у 1018 році.

## Передісторія
Червенські міста, розташовані на крайньому заході Волинської землі на кордоні володінь Київської Русі та Польщі, тривалий час були предметом суперечок. До складу Русі вони були включені в 981 році київським князем Володимиром Святославичем. За повідомленням Повісті временних літ:

«Іді Володимер до ляхомъ і зая гради ихъ: Перемишль, Червенъ та ін городи, іже суть до сего дне под Руссю».

У 1018 році, скориставшись усобицею, що почалася між дітьми Володимира, князь Польщі Болеслав I, підтримуючи свого зятя Святополка, захопив Київ. Незабаром він пішов зі столиці й покинув Русь, забравши з собою чимало трофеїв. Червенські міста з цього моменту перейшли до Польщі. Невідомо, чи були вони завойовані або отримані як плати за союзництво.
Після перемоги над Святополком у 1019 році київський князь Ярослав почав повертати землі, які відпали від Київської Русі в період міжусобиці. 1022 року він ходив походом на Берестя, яке, ймовірно, на той момент теж перебувало в польських руках. У 1026 році Ярослав помирився зі своїм братом, що останнім залишилися в живих — чернігівським і тмутараканським князем Мстиславом Володимировичем. Брати розділили володіння по Дніпру.
У 1025 році Болеслав I Хоробрий (в цьому ж році коронований першим польським королем) помер. Польща занурилася в міжусобну війну. Вона почалася між синами Болеслава: Мешком II і його двома братами Безпримом і Оттоном. Як раніше Болеслав допоміг Святополку, князь Ярослав вирішив скористатися ситуацією і надав притулок Оттона, отримавши, тим самим, зручний привід для війни. Ще більш сприятливою обставиною було те, що Мешко з 1028 року почав війну з Німеччиною. Безприм втік до Німеччини й на аналогічних умовах отримав підтримку від імператора Священної Римської імперії Конрада II.

## Військові дії
У 1030 році Ярослав рушив на Волинь і захопив місто Белз.

В «Історії Російській» Василя Татищева є більш докладний опис цих подій, ніж у збережених літописах:

«6538 (1030). Ярослав ходив на поляк і, победя місто Белжу та інші, що перш Болеслав побрал, взяв і, багато полону польскаго приведши, по містах поселив»

Наступного 1031 року Ярослав, об'єднавши сили з Мстиславом, організував великий похід, захопивши всі Червенські міста, раніше зайняті Болеславом. Руські князі також взяли чимало польських полонених, яких привели на Русь. Свою половину полонених Ярослав розселив по річці Росі.

У «Повісті временних літ» повідомляється:

«В літо 6539. Ярослав і Мстислав идостана Ляхи, і заяста гради Червенськия знову і повоєваста Лядцьку землю, и многи ляхи приведоста і разделивша я. Ярослав посади я по Рсі, і суть і до цього дні».

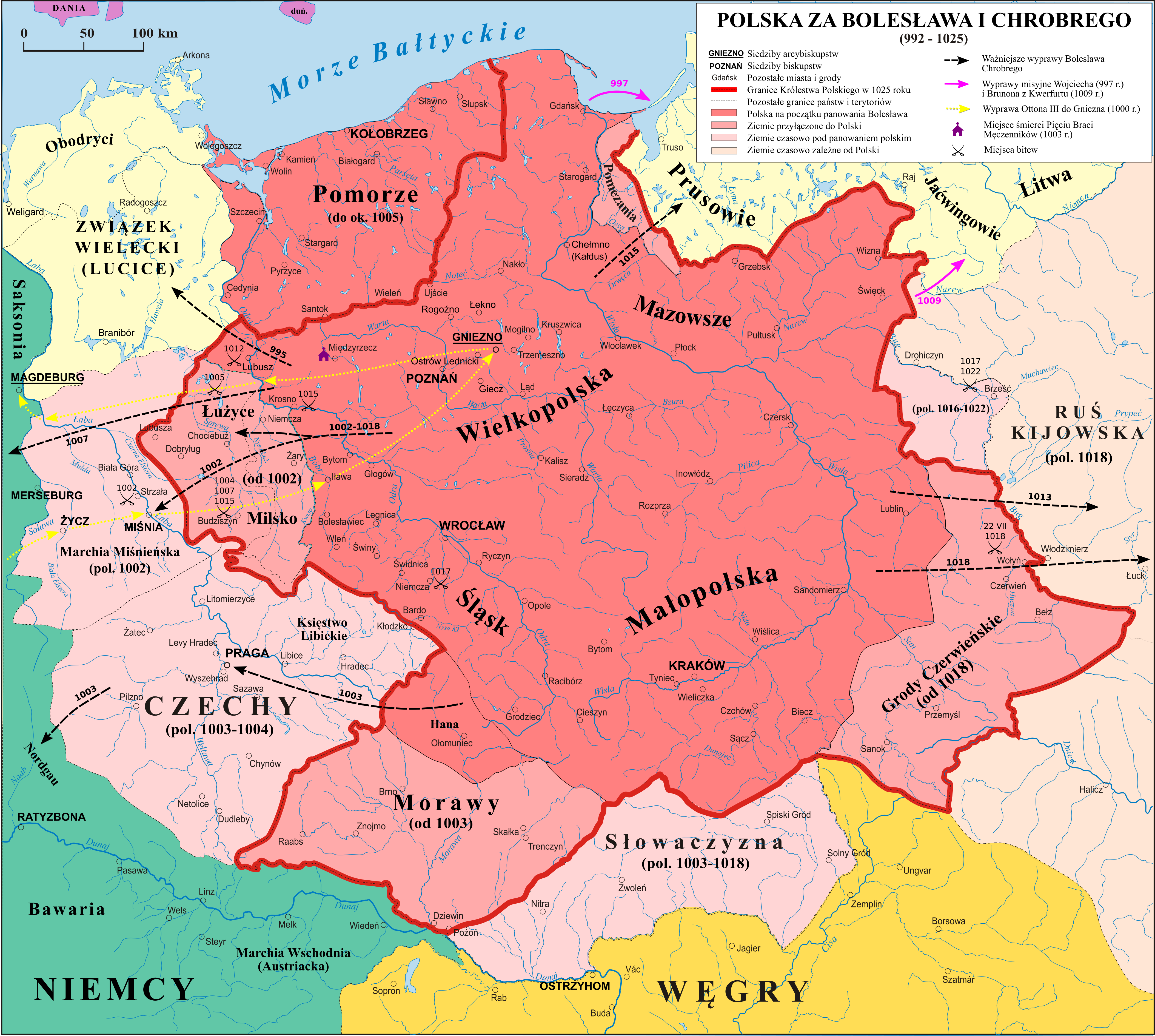
Польща в 1025 році

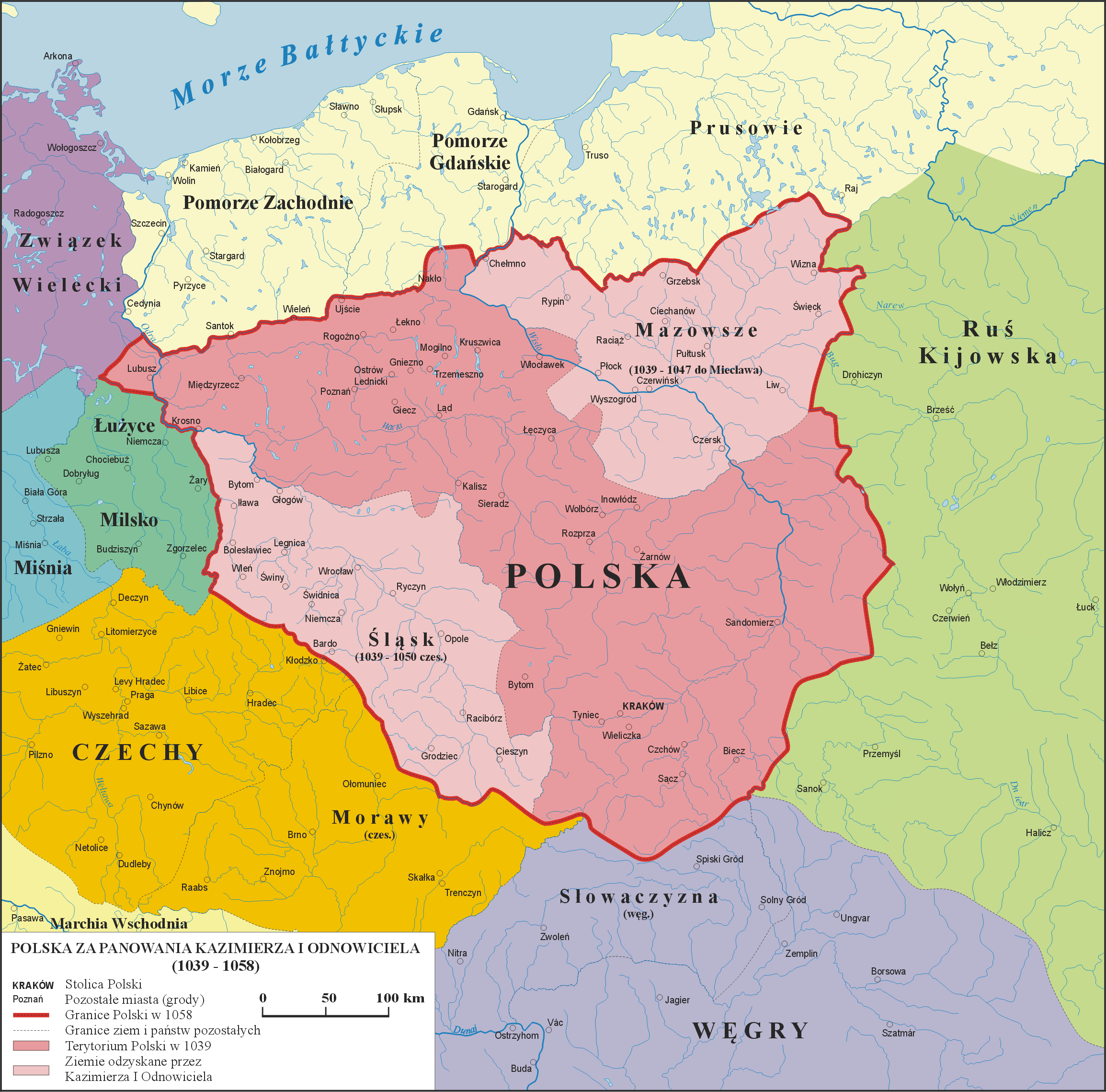
Польща після війни

Руські князі, оволодівши Червенськими містами, не думали, проте обмежитися тільки одним цим успіхом. Вони продовжували просуватися вглиб Польщі. Справа хилилося до повалення Мешка II й переходу влади до Безприма, що повинно було зміцнити політичний вплив Київської Русі в Польщі.
Одночасно в Польщу вдерлося військо на чолі з німецьким імператором Конрадом II. Обидві сторони (руська і німецька) домовилися про усунення з польського престолу Мешка II й утвердження там Безприма. Оттон отримав в уділ Сілезію, але залишився цим незадоволений і незабаром перейшов на бік Мешка.

Віпон, капелан імператора Конрада II, у своїй праці повідомляв про польську усобицю наступне:

«Вмираючи …герцог поляків Болеслав залишив двох синів — Мешка і Оттона. Мешко переслідував свого брата Оттона і вигнав його на Русь. Бідуючи, той провів там деякий час, після чого почав шукати милість імператора Конрада, щоб за його сприяння та допомогою повернути собі владу на батьківщині. Погодившись зробити це, імператор вирішив, що сам він з військом рушить з одного боку, а з іншого — брат Мешка Оттон».

Судячи за словами біографа Конрада II Віпона, одночасне виступ Русі та Імперії не було результатом випадкового збігу обставин. Союз Русі та Імперії, що намітився ще в 1017 році проти Давньопольскої держави, завдяки активній діяльності вигнаних братів польського короля (Віпон згадує, щоправда, тільки Оттона), у 1031 році став фактом.
В результаті одночасного військового нападу Імперії, Русі та Чехії на Давньопольску державу ній було завдано нищівної поразки. Старшого сина Болеслава Хороброго, Безприма, якого батько позбавив спадщини, вдалося тимчасово оволодіти владою.
Мешко втік до Чехії. Він повернувся на престол в 1032 році. Натомість йому довелося відмовитися від королівського титулу і піти на територіальні поступки всім своїм сусідам. Німеччина приєднала до себе Лужицю, Чехія — Моравію і Сілезію, Русь — Червенські міста.

## Наслідки
У 1031 році, після переможного походу Ярослав Мудрий заснував на знову приєднаних землях нове місто, назване його ім'ям — Ярослав. Після смерті Мешка II в 1034 році, в Польщі настала затяжна криза, викликана масовими язичницькими повстаннями і фактичним розпадом країни. Давньопольська держава як єдиний політичний організм перестала існувати. Лише до середини 1040-х років у Польщі за підтримки Ярослава Мудрого настав порядок.
Новий кордон Польщі з Київською Руссю залишався стабільним аж до XIII століття. Міжнародне становище Русі зміцнилося. Русько-польські відносини згодом нормалізувалися. У 1042 році польський король Казимир I взяв у дружини сестру Ярослава — Марію, яка стала польською королевою Добронегою. Цей шлюб укладено паралельно з одруженням сина Ярослава Ізяслава з сестрою Казимира — Гертрудою.